# Музей Пасіфіка (Балі)
Музей Пасифіка (Nusa Dua Bali) — музей мистецтва в Балі, Індонезія. Він представляє розмаїття культурних артефактів країн Азії та Тихого океану. Музей був оснований у 2006 році індонезійським бізнесменом Моетар'янто і французьким колекціонером Філіппе Оге.

## Колекція
Колекція музею охоплює понад 600 творів мистецтва 200 авторів з 25 країн. Музей має декілька галерей:
- Зала I: Твори мистецтва індонезійських митців
- Зала II: Твори мистецтва італ'янських митців в Індонезії
- Зала III: Твори мистецтва голландських митців в Індонезії
- Зала IV: Твори мистецтва французьких митців в Індонезії
- Зала V: Твори мистецтва індо-європейських митців в Індонезії
- Зала VI: Тимчасова виставка
- Зала VII: Твори мистецтва митців на півострові Індокитай: Лаос, В'єтнам і Камбоджа
- Зала VIII: Твори мистецтва митців на території Полінезії та Таїті
- Зала IX: Провідне мистецтво Вануату і картини островів Тихого океану Алоя Піліоко і Миколи Мішушуткіна
- Зала X: Тапа країн Океанії
- Зала XI: Азія: Декілька творів мистецтва Японії, Китаю, Таїланду, Малайзії, М'янми та Філіппін